# 돔잘레

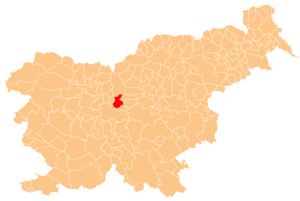
돔잘레의 위치

돔잘레(슬로베니아어: Domžale, 독일어: Domschale 돔샬레[*])는 슬로베니아의 도시로 면적은 72.3km2, 높이는 304m, 인구는 32,205명(2002년 기준), 인구 밀도는 450명/km2이다. 류블랴나(슬로베니아의 수도)와 가까운 지점에 위치하며 전통적으로는 고렌스카 지역에 속한다.
슬로베니아에서 가장 큰 주파수를 출력하는 라디오 송신기가 있다. 이 송신기는 주파수가 중파 918kHz에 달하며 밤에는 유럽 전체에 중파를 수신한다. 송신기는 공중에서 161m에 달하는 강철 쇠줄과 연결된 기둥을 사용한다.